# Shattered - L'inganno
Shattered - L'inganno (Shattered) è un film del 2022 diretto da Luis Prieto.
Pellicola di genere thriller, prodotta dalla Silver Reel Construction Film e distribuito da Lionsgate Films.

## Trama
Chris è un uomo che possiede un immenso patrimonio: in più egli sta per divorziare dalla moglie Jamie, con la quale ha una figlia di cinque anni.
Un giorno fa la conoscenza di una bellissima ragazza, Sky, con la quale inizia a frequentarsi e a intrecciare una relazione. Una sera, mentre stanno rientrando a casa, subiscono un'aggressione durante la quale a Chris viene rotta una gamba. Alla luce di quanto successo, Sky si offre di accudirlo e curarlo, pertanto si trasferisce nella splendida abitazione dell'uomo. La casa è completamente domotizzata e controllata da Chris tramite smartphone e computer. Chris fornisce alla ragazza tutti i codici che comandano apertura e chiusura della casa. Una sera, la ragazza comincia ad assumere uno strano atteggiamento e rivela a Chris di aver ucciso la sua ex compagna di casa e di spiare Chris da tempo, conoscendo così tutte le sue abitudini di vita, compreso il fatto che nessuno verrà in quella casa per giorni.
Chris, sconvolto, ordina a Sky di abbandonare la casa ma questa lo tramortisce e lo fa prigioniero. Con torture terribili (trapanandogli la gamba) si fa dare anche i codici della banca per trasferire sul suo conto il patrimonio di Chris. Quest'ultimo tenta, invano, di ribellarsi.
Un giorno, mentre Sky è fuori casa, si introduce nell'abitazione il vecchio affittuario di Sky, Ronald, anche lui con lo scopo di impadronirsi di qualche bene. Chris lo supplica di chiamare la polizia ma l'uomo non lo ascolta. Sky, rientrata nel frattempo, uccide anche lui, mentre Chris approfitta per fuggire a bordo di una motoslitta. Lungo il percorso cade e viene recuperato da un uomo che si scopre essere il complice-amante di Sky che lo riconduce a casa. Qui i due tagliano il dito a Chris per poter andare in banca e procedere con l'identificazione digitale al computer e farsi aprire le cassette di sicurezza dove scoprono che il milionario ha firmato i documenti per il divorzio e che l'ex moglie di Chris si era già impossessata precedentemente di tutti i titoli. I due, rabbiosi, intraprendono la strada del ritorno da Chris.
Nel frattempo la moglie di Chris e la figlioletta raggiungono l'uomo a casa. I due delinquenti e la famiglia di Chris intraprendono una lotta gli uni contro gli altri. Sky uccide il complice e sta per uccidere i due coniugi quando viene raggiunta da un colpo di pistola: a sparare è stata la piccola figlioletta. Si sentono le sirene della polizia al di fuori della villa, dunque la famiglia decide di uscire fuori. Il film si conclude con Chris che si volta verso una morente Sky, la quale gli rivela il suo vero nome: Margareth.

## Produzione

### Riprese
Il film è stato girato in Montana, dal 7 al 28 aprile 2021. È stato girato in soli 21 giorni, con un budget di appena 1 milione di dollari.

## Distribuzione
Il film è uscito il 14 gennaio 2022 in distribuzione limitata in alcune sale cinematografiche statunitensi e on demand; il 19 ottobre successivo, è stato trasmesso anche in Italia, in prima serata su Rai 4.

### Home video
Nel mese di febbraio, sempre nel 2022, è stata distribuita anche una versione Blu-ray e DVD del film.

## Accoglienza

### Incassi
Il film ha incassato in totale 425.457 dollari in tutto il mondo.